# Humberto Morais
Humberto Morais (São Paulo, 19 de novembro de 1993) é um ator brasileiro. É mais conhecido por protagonizar a série Sutura (2024) e a novela Dona de Mim  (2025).

## Biografia
Formado em artes cênicas desde 2017 pela Escola de Atores Wolf Maya, Morais começou a carreira no teatro e migrou para o audiovisual durante a pandemia de COVID-19. Ele já teve experiências no cinema, com papéis em curtas-metragens, além de pequenas participações em campanhas publicitárias.
Em 2022, integrou o elenco de Poliana Moça, no SBT, com o personagem Formiga.
Em 2024, protagonizou a série Sutura, da Prime Video, como o jovem médico Ícaro. No ano seguinte, destacou-se como um dos protagonistas da novela das 19h, Dona de Mim, exibida pela Rede Globo, no papel do lutador e policial Marlon.

## Filmografia

### Televisão
| Ano     | Título       | Personagem                | Ref. |
| ------- | ------------ | ------------------------- | ---- |
| 2022-23 | Poliana Moça | Formiga                   |      |
| 2024    | Sutura       | Ícaro Dias                |      |
| 2025    | DNA do Crime | Douglas Antunes           |      |
| 2025–26 | Dona de Mim  | Marlon Bezerra de Almeida |      |